# Bob Charles (cầu thủ bóng đá)
Bob Charles (26 tháng 12 năm 1941 – 7 tháng 3 năm 2014) là một cầu thủ bóng đá người Anh thi đấu ở vị trí thủ môn.

## Sự nghiệp
Bob Charles sinh ngày 26 tháng 12 năm 1941 tại Bursledon. Ông thi đấu cho Southampton, Weymouth và Hastings United.
Ông qua đời ngày 7 tháng 3 năm 2014, hưởng thọ 72 tuổi.